# Minnie Soo Wai Yam
Pour les articles homonymes, voir Soo.
Minnie Soo Wai Yam est une pongiste hongkongaise née le 13 avril 1998 à Hong Kong. Elle remporte avec Doo Hoi Kem et Lee Ho Ching la médaille de bronze de l'épreuve par équipes aux Jeux olympiques d'été de 2020 à Tokyo.
Elle est atteinte d'une dystonie focale, diagnostiquée 6 mois avant les Jeux olympiques.